# Антонов Андрій Ігорович
Андрій Ігорович Антонов (біл. Андрэй Ігаравіч Антонаў; 27 квітня 1985, м. Воскресенськ, СРСР) — білоруський хокеїст, захисник. Виступає за клуб Югра у КХЛ.
Виступав за «Хімік-2» (Воскресенськ), «Хімволокно» (Могильов), «Мотор» (Барнаул), «Керамін» (Мінськ), «Динамо» (Мінськ), «Шахтар» (Солігорськ), «Німан» (Гродно), «Автомобіліст» (Єкатеринбург).
У складі національної збірної Білорусі провів 21 матч (3 голи, 1 передача), учасник чемпіонату світу чемпіонату світу 2009.
Срібний призер чемпіонату Білорусі (2010). володар Кубка Білорусі (2008). Володар Кубка Шпенглера (2009).